# Paspalum giganteum
Paspalum giganteum là một loài thực vật có hoa trong họ Hòa thảo. Loài này được Baldwin ex Vasey mô tả khoa học đầu tiên năm 1886.